# صد روز در پالرمو
صد روز در پالرمو (ایتالیایی: Cento giorni a Palermo) یک فیلم جنایی به کارگردانی جوزپه فررا است که در سال ۱۹۸۴ منتشر شد. از بازیگران آن می‌توان به لینو ونتورا، جولیانا دسیو و آدالبرتو ماریا مرلی اشاره کرد.

این فیلم محصول مشترک ایتالیا و فرانسه است و دربارهٔ صد روزِ آخرِ زندگیِ ژنرال «کارلو آلبرتا دالا کیه‌سا» یکی از چهره‌های مشهور مبارزه با مافیا در دهه هفتاد میلادی است. ژنرال «دالا کیه‌سا» در سوم سپتامبر ۱۹۸۲ به‌همراه همسر و محافظ شخصی‌اش و با دستور مستقیم «سالواتوره رینا» (رئیس مافیا)، به طرز وحشیانه‌ای در پالرمو کشته شد.
لینو ونتورا اعتراف خواهد کرد که فیلمبرداری «خیلی خوب» پیش نرفته است. وقتی از او خواسته شد دربارهٔ رابطه‌اش با جوزپه فرارا بیشتر بگوید، اظهار داشت: «با هم هماهنگ هستند، افکار و برداشت‌های متفاوتی دارند و همچنین باید گفت که به نظر من توصیف او از کارگردان کمی اغراق‌آمیز است.»